# La Guàrdia d'Urgell
La Guàrdia d'Urgell –o simplement la Guàrdia– és un poble del municipi de Tornabous (Urgell), situat al peu de la serra d'Almenara, on s'inicia la plana. El nombre d'habitants no supera els 150.
Les terres treballades, de regadiu, aprofitant el canal d'Urgell, conreen el blat de moro i, en menor mesura, els fruiters. L'activitat industrial del poble és tota relacionada amb l'agricultura i la ramaderia.

La festa major se celebra durant el segon cap de setmana de juny.

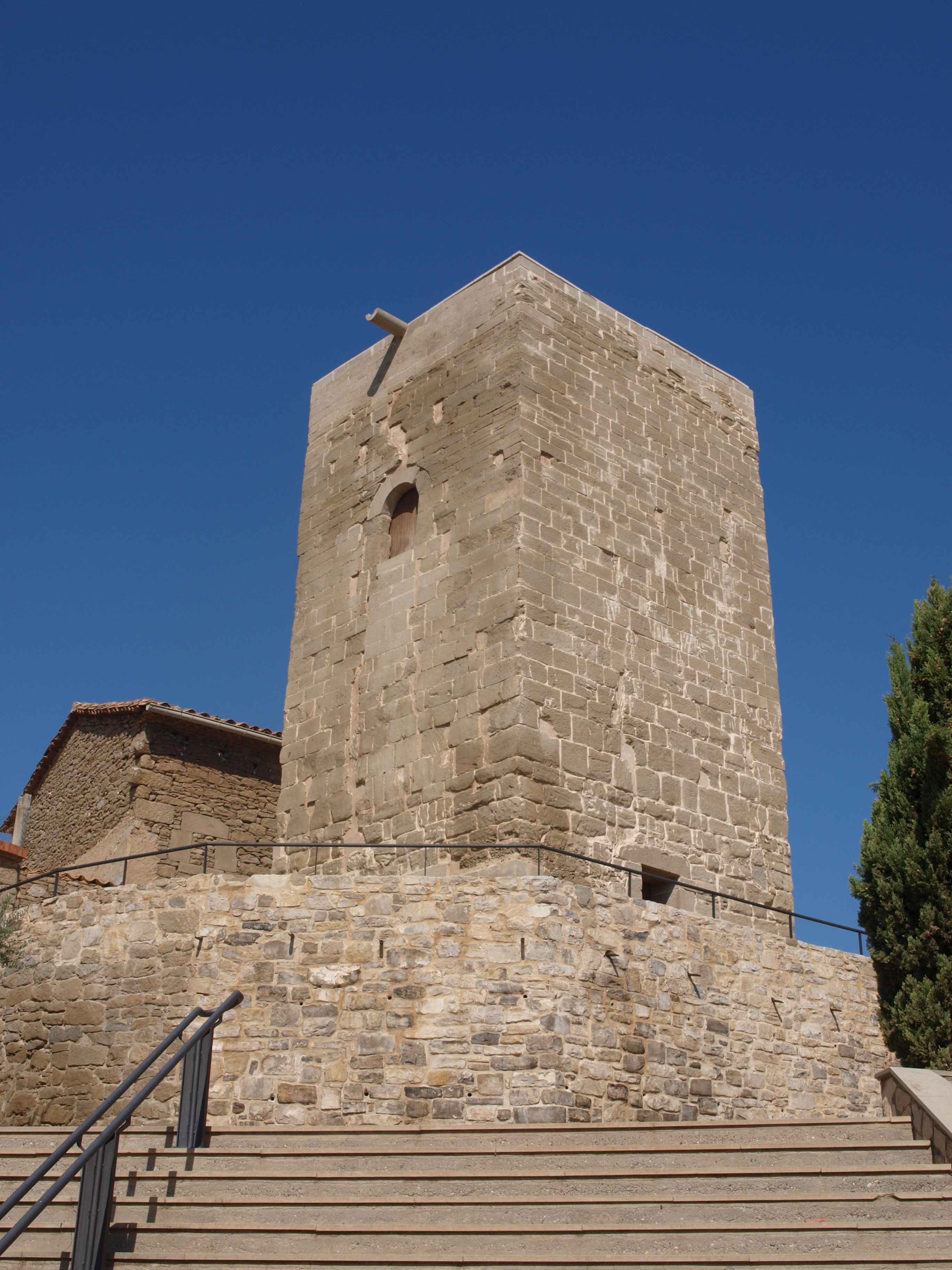
La Guàrdia d'Urgell — Torre

## Història
El segle xii s'hi va bastir una torre de defensa de planta rectangular que encara avui es conserva. El 1359 els jurats dels termes de la Guàrdia, Boldú, la Fuliola i Montsuar tingueren algunes qüestions que hagué de solucionar el síndic de Poblet. A mitjan s XIX es constituïa en municipi independent.
A més de la Torre, destaquen també l'Església vella, del segle xvii, i l'original església de Santa Maria de la Guàrdia, d'obra vista, construïda a la dècada de 1960 i que depèn de la parròquia de Tornabous.

## Monuments

### Torre de la Guàrdia d'Urgell
És una construcció romànica, de planta rectangular, d'uns 9 m d'alçada, bastida directament sobre la roca i dividida a l'interior per tres pisos o estances. La torre està relitzada amb carreus rectangulars ben escairats, foça grossos, que es van estretint a mesura que guanya alçada. El primer pis està format per una cambra coberta amb una volta de canó de mig punt, des de la qual es pot accedir a la terrassa superior. El pis inferior està cobert amb volta rebaixada. Del pis superior no en resta cap element del terra ni del coronament dels murs. La porta original, de 6 m d'alçada, està formada per un arc dovellat de mig punt.
La seva existència es remunta al segle xi, ja que l'any 1063 s'esmenta com a "ipsa Guàrdia de Déu" entre les afrontacions territorials del castell d'Almenara. És probable que aquesta guàrdia fos subsidiària de la fortalesa d'Almenara. A la descripció dels límits de la quadra de la Fuliola del 1080, apareix també consignada la Guàrdia de Déu a l'est. En època postmedieval l'edifici fou habilitat com a habitatge.

### Església de Sant Sebastià
L'església de Sant Sebastià o Església Vella de la Guàrdia d'Urgell data dels segles XIII-XVII, d'estil romànic i gòtic, actualment es troba en desús. Construïda de nau única. A la façana s'hi troba una gran portalada amb una arcada de mig punt, amb la dovella central gravada amb la data de consagració de l'església: 1619. També s'hi troben una petita fornícula sense cap imatge i una rosassa restaurada recentment. La façana està coronada per un campanar d'espadanya. L'interior és una nau amb volta de canó dividida en tres trams i pilastres de pedra adossades al capitell; als costats hi ha dues capelles i una capella fonda.

### Església parroquial de Santa Maria
Situada a l'entrada del poble, es construí durant els anys 60 del segle xx. És un edifici de construcció moderna, d'obra vista i destaca per la seva influència gaudiniana. Actualment és el lloc on se celebren tots els actes religiosos.